# شهرستان ترکمن
شهرستان ترکمن یکی از شهرستان‌های استان گلستان ایران است. مرکز این شهرستان، شهر بندر ترکمن است.
این شهرستان در تاریخ ۲۲ دی ۱۳۵۸ از شهرستان گرگان جدا شد و مستقل گردید.
شهرستان ترکمن در منطقهٔ ترکمن‌صحرا قرار گرفته و پیشینهٔ اهالی آن را ترکمن‌های ایران تشکیل می‌دهند.

## موقعیت جغرافیایی
شهرستان ترکمن از شمال با شهرستان گمیشان، از شرق با شهرستان آق‌قلا، از جنوب شرقی با شهرستان گرگان، از جنوب با شهرستان کردکوی و از غرب با دریای مازندران همسایه است.

## تقسیمات کشوری
شهرستان ترکمن دارای ۲ بخش، ۴ دهستان و ۲ شهر به شرح زیر است:

### شهرستان ترکمن
| بخش    | مرکز بخش   | جمعیت بخش ۱۳۹۵ | نام دهستان    | مرکز دهستان | جمعیت دهستان ۱۳۹۵ | شهر        | جمعیت شهر ۱۳۹۵ |
| ------ | ---------- | -------------- | ------------- | ----------- | ----------------- | ---------- | -------------- |
| مرکزی  | بندر ترکمن | ۶۶٬۵۲۰ نفر     | جعفربای جنوبی | پنج‌پیکر     | ۶٬۸۹۴ نفر         | بندر ترکمن | ۵۳٬۹۷۰ نفر     |
| مرکزی  | بندر ترکمن | ۶۶٬۵۲۰ نفر     | فراغی         | خواجه‌لر     | ۵٬۶۵۶ نفر         | بندر ترکمن | ۵۳٬۹۷۰ نفر     |
| سیجوال | سیجوال     | ۱۳٬۴۵۸ نفر     | قره‌سو شرقی    | قره قاشلی   | ۵٬۶۴۲ نفر         | سیجوال     | ۳٬۷۴۷ نفر      |
| سیجوال | سیجوال     | ۱۳٬۴۵۸ نفر     | قره‌سو غربی    | نیازآباد    | ۴٬۰۶۹ نفر         | سیجوال     | ۳٬۷۴۷ نفر      |

## جمعیت
بر پایه سرشماری عمومی نفوس و مسکن در سال ۱۳۹۵، جمعیت شهرستان ترکمن برابر با ۷۹٬۹۷۸ نفر بوده است.